# Anthelephila linnavuorii
Anthelephila linnavuorii is een keversoort uit de familie snoerhalskevers (Anthicidae). De wetenschappelijke naam van de soort is voor het eerst geldig gepubliceerd in 1977 door van Hille.